# Пункт призначення 5
«Пункт призначення 5» (англ. Final Destination 5) — фільм жахів, п'ята частина франшизи в однойменній серії про надприродне, а також приквел до першого фільму. Режисером фільму є Стівен Куейл, а сценаристом — Ерік Гайссерер. Зйомки розпочалися наприкінці серпня 2010 року. Головну жіночу роль зіграла Емма Белл, а чоловічу — Ніколас Д'Агосто. У фільм також повернувся актор Тоні Тодд, який зіграв у перших двох частинах працівника морга Вільяма Бладворта. Прем'єра фільму відбулася 12 серпня 2011 року в США.
Гасло фільму: «Небезпека ще не була настільки близька».
Автор українського перекладу — Сергій SKA Ковальчук.

## Сюжет
Сем Лоутон разом зі своїми колегами прямує на корпоративний тренінг. Коли їхній автобус проїжджає мостом Норт-Бей, у Сема виникає видіння, що сильний вітер призведе до обвалення мосту, унаслідок чого загинуть усі, крім його колишньої дівчини Моллі Харпер, яку йому вдасться благополучно переправити через міст. Запанікувавши, він умовляє Моллі, своїх друзів Нейтана Сірса та Пітера Фрідкіна, подругу Пітера Кендіс Гупер, свого боса Денніса Лепмана та колег Олівію Кастл та Айзека Палмера піти якраз перед тим, як міст справді обрушився. Після допиту агентом ФБР Джимом Блоком люди, які вижили, відвідують поминальну службу за своїми загиблими колегами, де за ними спостерігає коронер Вільям Бладворт. Він вимовляє фразу: «Смерть знаходить втікачів».
Пізніше Кендіс гине під час тренування у спортзалі від ланцюгової реакції, внаслідок якої вона падає з брусів та ламає хребет. Наступного дня під час сеансу акупунктури в одному з приміщень китайського спа-салону починається пожежа, а Айзеку розбиває голову статуя Будди, що впала на нього. Бладворт, який був присутній при обох смертях, говорить тим, що залишилися в живих, що якщо вони хочуть обдурити Смерть, вони повинні вбити когось, кому не судилося померти на мосту, і тим самим забрати собі час життя, що залишився цій людині. Незабаром після цього Сему та Моллі не вдається врятувати Олівію, яка падає з вікна клініки і розбивається насмерть, до цього опікши собі око під час лазерної корекції зору. Сем усвідомлює, що ті, хто вижив, помирають у тому ж порядку, в якому вони повинні були померти на мосту, і розуміє, що наступним буде Нейтан.
Нейтан, який повернувся на завод, випадково вбиває свого колегу Роя Карсона під час сварки. Він передає цю інформацію тим, хто залишився живим, які вважають, що Нейтан, ймовірно, забрав у Роя життя. Коли Денніс прибуває, щоб розпитати про це, гайковий ключ, пущений шліфувальною машиною, розбиває йому обличчя і вбиває його. Того ж вечора Сем та Моллі відновлюють свої стосунки в ресторані, де працює Сем. Пітер, який став неврівноваженим після смерті Кендіс, перериває побачення та вирішує вбити Моллі, щоб забрати її життя собі, адже у видінні Сема Моллі врешті-решт виживає. Після того, як Пітер дістає пістолет, Сем і Моллі тікають на кухню, а Блок чує постріли зовні та входить до ресторану, але Пітер убиває його. Він розуміє, що забрав чиєсь життя собі, однак все одно намагається вбити Моллі та Сема, але Сем вбиває Пітера вертолом для м'яса, щоб урятувати Моллі.
За два тижні Сем і Моллі сідають у літак, що летить до Парижа. Перш ніж зайняти свої місця, вони помічають бійку між старшокласниками Картером Ґортоном та Алексом Браунінгом; обох виводять із літака разом із вчителькою міс Лутон та кількома однокурсниками; з'ясовується, що літак, на який сіли герої — рейс 180 авіакомпанії Volée Airlines. Під час зльоту Сем дізнається про видіння Алекса про авіакатастрофу. Він розуміє, що їм з Моллі вже надто пізно рятуватися, і вони обидва гинуть разом з іншими пасажирами внаслідок вибуху. На поминках Роя Нейтан дізнається від колеги про розтин тіла Роя і виявлення в нього аневризми судин головного мозку, яка б у будь-якому разі призвела до його швидкої смерті. Коли колега залишає бар, шасі від літака пробиває дах та вбиває Нейтана.

## У ролях
| Актор               | Роль                                                |
| ------------------- | --------------------------------------------------- |
| Ніколас Д'Агосто    | Сем Лоутон                                          |
| Емма Белл           | Моллі Гарпер, колишня дівчина Сема                  |
| Арлен Ескарпета     | Нейтан Сірс, друг Сема                              |
| Жаклін Макіннес Вуд | Олівія Кастл, подруга і колега Сема                 |
| Майлз Фішер         | Пітер Фрідкін, колега Сема, хлопець Кендіс          |
| Еллен Ро            | Кендіс Гупер, гімнастка, дівчина Пітера             |
| Девід Кокнер        | Денніс Лепман, бос Сема (директор відділу продажів) |
| Кортні Венс         | Джим Блок, агент ФБР                                |
| Пі Джей Бірн        | Ісаак Палмер, колега Сема                           |
| Брент Стейт         | Рой Карсон, працівник фабрики                       |
| Тоні Тодд           | Вільям Бладворт, коронер                            |
| Барклей Гоуп        | лікар Леонетті з центру лазерної корекції зору      |
| Роман Подхора       | Джон, працівник фабрики                             |
| Майк Допуд          | шеф-кухар в ресторані, де працював Сем              |
| Девон Сава          | Алекс Браунінг, один з тих, хто вижив в рейсі 180   |

## Саундтрек
Музику до фільму написав Брайан Тайлер:
1. Main Title [3:47]
2. Fates Bridge [6:31]
3. Repercussions [4:06]
4. Kill Or Be Killed [4:30]
5. Cheating Death [2:13]
6. Bludworth [2:43]
7. Death’s Work [10:12]
8. Olivia [1:35]
9. Eye Can’t See So Good [4:16]
10. The Gift Certificate [2:50]
11. Meet the Gang [1:10]
12. Hook in Mouth [2:09]
13. Isaac’s Got a Point [2:08]
14. Recognition [0:59]
15. Mystery [2:47]
16. Bend Over Backwards [4:38]
17. The Order of Death [7:20]
18. Plans Within Plans [3:45]
19. Infinite Finale [1:31]

У фільмі також лунали пісні:
- Kansas — Dust in the Wind
- Everclear — I Will Buy You A New Life
- AC/DC — If You Want Blood (You’ve Got It)
- Terry Poison — Girl On The Run

## Відгуки
Агрегатор відгуків Rotten Tomatoes повідомляє, що 63% зі 136 відгуків критиків є позитивними, а середній рейтинг становить 5,9 з 10. Критична думка сайту: «Це все ще лише для спраглих крові вірних авторів, але „Пункт призначення 5“ являє собою дивовижне повернення до форми для франшизи». Metacritic, який призначає зважений бал, дає фільму оцінку 50 зі 100, базуючись на 24 критиках, що вказує на «змішані або середні відгуки». Це фільм франшизи з найвищим рейтингом на обох сайтах. Глядачі, опитані CinemaScore, поставили фільму середню оцінку B+ за шкалою від A+ до F.
Річард Роупер заявив у своїй рецензії: «Від перших титрів до останнього вбивства цей фільм чудово використовує 3D». Тод Гілкріст з журналу Box Office оголосив фільм у своїй рецензії «найкращим 3D-фільмом жахів, який коли-небудь створювався». Він описав Пункт призначення 5 як «чистий, глянцевий трилер, знятий у рідному 3D (не після конвертації), який максимізує технологію, не напружуючи довірливість глядачів або їхні конституції». У огляді для Toronto.com Лінда Барнард заявила, що «це може бути випадок, коли 3D-фільм вартий додаткових кількох доларів, щоб подивитися».
Візуальні ефекти отримали похвалу за покращення з попередньої частини. Бетті Джо Такер з ReelTalk Movie Reviews сказала у своїй рецензії: «Фільм може похвалитися одними з найкращих візуальних ефектів, особливо послідовністю руйнування мосту на початку фільму». У своїй рецензії на Пункт призначення 5 Роджер Еберт сказав, що «спеціальні ефекти чудово справляються з обезголовленням, спалюванням, хлюпанням тощо». Ліза Джайлз-Кедді з uk.real.com заявила, що «фільм містить ефекти, які лише підсилюють гострі відчуття та криваві розливи, а не применшують їх».
Сцени смерті у фільмі оцінили як напружені, креативні та шокуючі. Журнал Box Office Magazine схвально сказав, що «глядачі пов'язані як з відносним болем щоденних травм, так і з кривавим задоволенням від добре сконструйованої, більшої за життя сцени». NJ.com висловив думку: «Є певна винахідливість у тому, як режисер Стівен Куейл інсценує насильство». San Francisco Chronicle стверджує, що персонажі «вбиті в жахливі та вражаючі способи». Гімнастичну сцену похвалили як «сповнену тривоги» і «винахідливий гротеск». Film.com зазначив у своєму огляді: «Подальші смерті — випадкові, але всі вони демонструють певну творчу іскру. Куейл створює їх як щось середнє між жартом і магічним трюком, ретельно встановлюючи ключові деталі».
Розвалення мосту викликало значне схвалення критиків, і багато хто стверджував, що це нарівні з послідовністю нагромадження з «Пункт призначення 2». Журнал Box Office назвав це «однією з найкращих серій будь-якого фільму за весь рік». Uk.real.com заявив, що послідовність руйнування мосту «гарно зрежисована та хореографічна». Ерік Д. Снайдер у своїй рецензії для Film.com заявив, що «початкове передчуття неймовірно ефективне». New York Post назвала послідовність руйнування мосту «вражаючою», а Daily News назвала її «жахливою». USA Today прокоментували сцену, сказавши: «Ефект приголомшливий і нагадує руйнування мосту з „Місії нездійсненної 3“». Бетсі Шаркі, кінокритик Los Angeles Times, заявила у своїй негативній рецензії: «Я скажу, що автобус і міст, який він повинен перетнути, справді створюють неймовірну початкову послідовність». У рецензії для MSN.com Кет Мерфі сказала, що «п'ятий розділ починається з ударного удару», а потім заявила, що обвалення мосту «вміло організоване», і «ця послідовність справді покращена 3D: діри в розсипаному мосту, здається, притягують погляд вниз — запаморочливо — до річки внизу, а нерівні ракурси камери на висячих поручнях і ковзаючих уламках заплутують наше уявлення про те, що відбувається вгорі, а що внизу». Кірк Ганікатт з The Hollywood Reporter: «Початкова послідовність цього фільму, безсумнівно, вражаюча».
У 2017 році Джон Сквайрз, написавши для Bloody Disgusting, навів п'ять причин, чому Пункт призначення 5 є найкращим сиквелом франшизи, виділяючи початкову послідовність, винахідливі сцени смерті, рівень крові у фільмі, нову міфологію перемоги над Смертю та кінцівку, що охоплює сцени з першого фільму.